# Arken (Denemarken)
ARKEN Museum for Moderne Kunst ("De ark") is een museum voor moderne en hedendaagse kunst in de gemeente Ishøj, Denemarken, ongeveer 20 kilometer buiten het centrum van Kopenhagen. Het museum werd op 15 maart 1996 door koningin Margrethe II geopend naar aanleiding van de uitverkiezing van Kopenhagen als Culturele Hoofdstad van Europa.

## Museum en collectie
Het museumgebouw in de vorm van een ark ligt dicht bij het water van de Baai van Køge en is ontworpen door Søren Robert Lund die - nog als student - de hiervoor uitgeschreven architectuurwedstrijd won. Bij een verbouwing in 2008 door de Italiaans-Deense architecte Anna Maria Indrio werd de expositieruimte met 50% uitgebreid.
De collectie bestaat uit beeldende kunst van Deense, Scandinavische en internationale kunstenaars, onder wie Asger Jorn, Per Kirkeby, Tal R, Jean Arp, Marlene Dumas, Damien Hirst, Olafur Eliasson, Andres Serrano, Shirin Neshat, Wolfgang Tillmans en Elmgreen & Dragset. In het tentoonstellingsprogramma kwamen onder anderen Ai Weiwei, Qiu Anxiong, Katharina Grosse, Anselm Reyle, Andy Warhol, Jean-Michel Basquiat, Anna Ancher, Hans Scherfig, Frida Kahlo en Gerda Wegener aan de orde.
Jaarlijks wordt de 'ARKENs kunstpris' van 100.000 DKK uitgereikt aan een eigentijdse kunstenaar.
Het museum had een turbulente start, toen bleek dat de eerste directeur Anna Castberg (de vroegere folksinger Leslie-Ann Beldamme) niet alleen haar budget had overschreden met 800.000 DKK, maar ook de waarheid over haar kwalificaties had verdraaid. In augustus 1996 werd zij ontslagen.